# John Saville

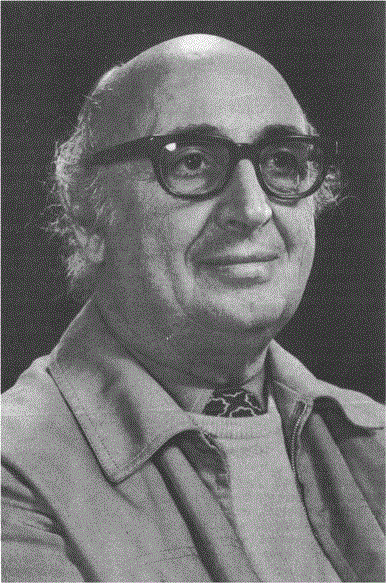
John Saville

John Saville, geb. Orestes Stamatopoulos, (* 2. April 1916 in Gainsborough; † 13. Juni 2009) war ein britischer Historiker, der der politischen Linken, zunächst der marxistischen und später der Neuen Linken, zuzurechnen war. 

## Leben
Saville war der Sohn Edith Vesseys und Orestes Stamatopoulos'. Sein Vater verließ die Familie früh und seine Mutter heiratete bald nach dem Ersten Weltkrieg ein zweites Mal. Von seinem Stiefvater nahm Saville seinen späteren Nachnamen an. 1934 nahm John Saville ein Studium an der renommierten London School of Economics (LSE) auf.
Lange Zeit war er an der Hull University beschäftigt, 1947 nahm er seine Lehrtätigkeit dort auf und wurde 1973 Professor für Wirtschafts- und Sozialgeschichte. Diese Position behielt er bis 1982 inne. Er war überdies langjähriges Mitglied der Communist Party of Great Britain (CPGB).

## Politische Laufbahn
Zu seiner politischen Sozialisation an der LSE schrieb er rückblickend: „I joined the student Communist Party towards the end of my first term.“ Zuvor hatte er bereits verschiedenen linken Studierendengruppen angehört. Während seiner Zeit an der LSE nahm Saville auch an den berühmten Cable Street Riots teil. Bei diesen Unruhen löste ein Aufmarsch britischer Faschisten unter Führung Mosleys (die sogenannten „blackshirts“) im Londoner East End heftige Ausschreitungen aus. Durch militante Barrikaden in der Cable Street wurde der Aufmarsch gestoppt. In diesem Kontext äußerte Saville mit Blick auf die britische Polizei den Vorwurf, diese würde vor allem Faschisten gegen deren Gegendemonstranten verteidigen: „I do not remember an anti-fascist meeting where the police did not think it their duty to defend the fascists against their protestors.“
Im Zweiten Weltkrieg wurde Saville als Soldat in Liverpool und Indien eingesetzt. Laut seines späteren Kollegen Eric Hobsbawm war dieser Kriegseinsatz wichtig für die Ausweitung von Savilles wissenschaftlichem und politischen Horizont. Hobsbawm sah hierin den Grund, dass einige Mitglieder der Historikergruppe der Kommunistischen Partei Großbritanniens (Communist Party Historians Group) ihren Horizont über die gängigen Mainstream-Interessen-Bereiche hinaus ausdehnten. Dieser Historiker Gruppe innerhalb der KP Großbritanniens gehörte Saville von 1946 bis 1956 an. 
1956 brach er mit der Partei in Folge der sowjetischen Intervention in Ungarn. Aus der Enttäuschung über die Kommunistische Partei resultierte sein Engagement in der Neuen Linken. Bei seinem Austritt aus der CPGB war John Saville bereits 40 Jahre alt. Seine Zeit als Studierender hatte er innerhalb der Kommunistischen Partei verbracht. Er war also kein studentischer Teil der Neuen Linken, sondern mehr ein Autor der Neuen Linken, da er mit E. P. Thompson zusammen an der Herausgabe des New Reasoner arbeitete. Er hat sich somit als britischer kommunistischer Dissident in einem Kurs entgegen der CPGB positioniert. Mit dem Reasoner übten Saville und Thompson bereits Kritik an der Partei aus der Partei heraus, mit dem New Reasoner dann schließlich von außerhalb der Partei an der Partei.
Von 1964 bis 1990 war gehörte er zu den Herausgebern der Zeitschrift Socialist Register.

## Historisches Werk
Savilles politische und damit seine wissenschaftliche Linie als marxistischer Historiker ergeben sich aus dieser KP-Sozialisation: Er wollte eine Geschichte der Tradition der Arbeiterbewegung schreiben, die Marginalisierten und deren soziale Gruppen mehr in den Fokus rücken und sich mit der Genese des Kapitalismus auseinandersetzen.
Hier fügt sich auch die Herausgabe des „Dictionary of Labour Biographie“ ein, welches in seiner Arbeit einen herausragenden Stellenwert erreichte. Wie der Titel dieses mehrbändigen Werkes schon sagt ist es ein biographisches Lexikon, welches bedeutende Personen der britischen Arbeiterbewegung auflistet, sowohl auf nationaler als auch auf regionaler und lokaler Ebene. Der erste Band erschien 1972, nach rund zehnjähriger Vorarbeit und bereits mit der Ankündigung weiterer Folgebände. Savilles Anspruch war es in diesem Werk all diejenigen aufzuführen, die für die moderne britische Arbeiterbewegung (seit 1790, unter Ausschluss der Lebenden) von Bedeutung gewesen waren.
Saville versucht hiermit eine Erinnerung an die vorangehenden Generationen der Arbeiterbewegung zu schaffen und die Traditionen dieser Bewegung darzustellen. Das Lexikon sollte vor allem Wissenschaftlern dienen, die sich mit der britischen Arbeiterbewegung auseinandersetzten.